# François-Tommy Perrens
Francois-Tommy Perrens, född den 20 september 1822 i Bordeaux, död den 4 februari 1901 i Paris, var en fransk historiker.
Perrens blev 1852 professor vid Lycée Bonaparte i Paris och var 1875-91 en av inspektörerna för den högre undervisningen i Seinedepartementet. Han blev 1887 ledamot av Institutet. Bland Perrens av grundlig lärdom kännetecknade arbeten märks de prisbelönta skrifterna Jérôme Savonarole (1853; 3:e upplagan 1859), Les mariages espagnols sous le regne de Henri IV et la régence de Marie de Médicis (1869), L'église et l'etat en France sous le regne de Henri IV et la régence de Marie de Médicis (2 band, 1872) och La démocratie en France au moyen-âge (1873; 2:a upplagan 1875) samt framför allt det utförliga verket Histoire de Florence (9 band, 1877-90; går från stadens äldsta tid till 1531).